# Michael T. Read
Michael T. Read, Mike, est un astronome américain qui travaille au sein du programme Spacewatch. Il y a assuré plusieurs fonctions, allant d'astronome, à ingénieur ou encore webmaster de l'observatoire.

## Carrière
Au cours de ses années d'étudiant universitaire, il a conçu et construit des équipements électroniques pour le programme Spacewatch. Il en profite pour effectuer en même temps des observations qui l'ont conduit à découvrir en 2005 trois comètes périodiques : la comète 344P/Read, la comète P/2005 T3 (Read) et la comète 238P/Read. 
Il a également découvert des astéroïdes dont :
- (393569) 2003 JC13, astéroïde Apollon présentant dont la distance minimale d'intersection de l'orbite de Vénus est de 0,038 UA.
- (82155) 2001 FZ173, objet transneptunien d'environ 250 km de diamètre.
- (434431) 2005 NC7, astéroïde aréocroiseur présentant une orbite cométaire.
- 2005 SY25, autre astéroïde aréocroiseur.
- (308607) 2005 WY3, un centaure d'environ 10 km de diamètre.
- 2009 SR143

Les découvertes de ces astéroïdes comme beaucoup d'autres sont attribuées, selon la pratique courante, à l'équipe du programme Spacewatch.
L'astéroïde (10789) Mikeread lui est dédié.